# 피터우향

피터우 향의 위치

피터우향(한국어: 비두향, 중국어: 埤頭鄉, 병음: Pítóu Xiāng)은 중화민국 장화 현의 향이다. 넓이는 42.7508km2이고, 인구는 2015년 8월 기준으로 30,877명이다.

## 교통
- 국도 1호선